# Kalanus
Kalanus is een compositie van Niels Gade. Het is een van zijn seculiere cantates, die inmiddels grotendeels behoren tot het “vergeten” repertoire. Gade haalde zijn libretto uit een bewerking door zijn neef Carl Andersen van een gedicht van Frederik Paludan-Müller. De drie solisten lenen hun stem aan Alexander de Grote, Kalanus (een Indiër in Perzië) en Thais. Het werk kreeg haar eerste uitvoering in Kopenhagen op 18 april 1869, maar verdween daarna in de vergetelheid.